# Арт-фехтование
Арт-фехтование (артистическое фехтование) — дисциплина спортивного фехтования. Относится к сложнокоординационным видам спорта. Цель выступления — показать судьям и зрителям правдоподобный поединок на холодном оружии.

## История

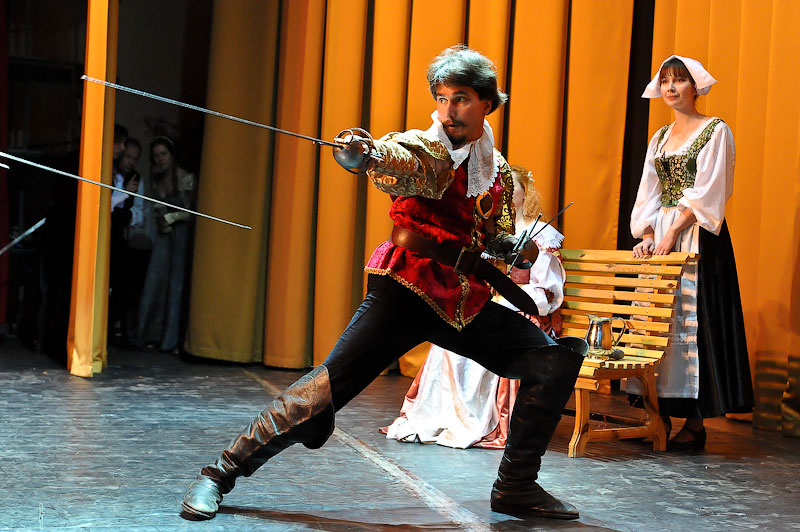
«Свидание» — выступление Иркутского РО ФАФ на Чемпионате России по арт-фехтованию 2009, номинация «дуэт — от XVI в.»

В 2008 году в России к списку из трёх привычных фехтовальных дисциплин: рапира, шпага и сабля — прибавилась четвёртая, названная арт-фехтование.
История нового вида фехтования началась с присутствия А. Д. Мовшовича, профессора кафедры теории и методики фехтования РГУФКСиТ, в качестве представителя Федерации фехтования России на чемпионате мира 2004 по сценическому фехтованию. В том же году под его руководством началась работа по развитию артистического фехтования в нашей стране.
29 ноября 2009 года прошёл очередной чемпионат России по арт-фехтованию. В соревнованиях приняли участие около 100 спортсменов из Москвы, Коломны, Краснодара, Рязани, Анапы, Иркутска и других городов России. Соревнования в восьми спортивных дисциплинах шли целый день. За это время зрительный зал успело посетить более восьмисот зрителей.
Так же ежегодно устраиваются всероссийский турнир «Кубок Коломенского Кремля» и международный фестиваль «Романтика Средневековья». От турнира к турниру профессионализм выступающих в новой фехтовальной дисциплине заметно растёт. Соревнования арт-фехтовальщиков собирают полные залы. Вход для зрителей обычно свободный.
В Европе соревнования по Stage Fencing проводятся уже более 10 лет. На последнем открытом чемпионате Германии спортсмены России взяли больше половины всех медалей. Успешным было и выступление российской команды на прошедшем в 2008 году чемпионате мира в Сан-Марино, принесшее российским спортсменам три золотые, серебряную и бронзовую медали.
2012 год прошёл для сборной России очень удачно. На чемпионате мира в Португалии практически все номера российской сборной заняли призовые места.

## Правила и оценка выступлений

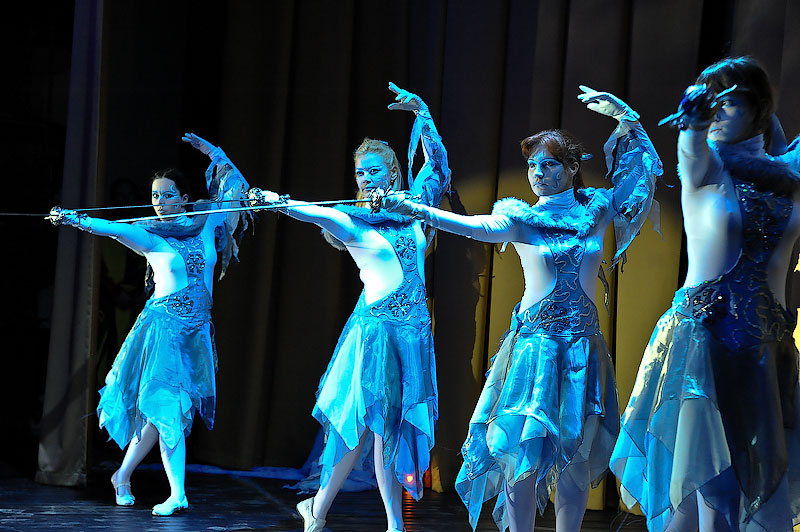
«Снежная» — выступление студии «Эспада» (г. Москва) на Чемпионате России по арт-фехтованию 2009, номинация «упражнение — группа».

В арт-фехтовании лицом к лицу встречаются не противники, а партнёры. Фехтовальный бой разучен и отрепетирован, как реплики в театральной пьесе.
Новая фехтовальная дисциплина — это театр по спортивным правилам. Серия сюжетных костюмированных фехтовальных схваток представляет собой яркое, красочное действо. Каждое выступление — это спектакль, обладающий сюжетом. Герои фехтуют на шпагах и мечах. Их дуэли происходят прямо перед зрителями и поражают своей реальностью.
На турнирах за выступлениями арт-фехтовальщиков наблюдает судейская коллегия. По отдельности оцениваются технический и артистический аспекты номера.
«Бригада арбитров, оценивающих художественный аспект выступлений, состоит из специалистов по театральному искусству: актёрскому мастерству, режиссуре, сценическому движению и т. п., а также по истории костюма и оружия. Арбитры, оценивающие технику выступлений — это специалисты по артистическому и спортивному фехтованию, имеющие практику фехтования на различных видах оружия. Все арбитры проходят обучение на специализированных семинарах», — рассказала Виктория Лихтаренко, бессменный главный судья на чемпионатах России.
«Оценка за технику включает в себя баллы за базовую технику фехтования, мастерство владения оружием, сложность композиции. Оценка за художественный аспект складывается из оценок за актерское мастерство спортсменов, их выразительность, сценическое оформление постановки, соответствие костюмов и оружия заявленному историческому периоду».

## Дисциплины
В арт-фехтовании у спортсменов есть возможность реализовать себя в различных дисциплинах.
Наиболее распространенной смело можно назвать категорию «Дуэт». Дуэль является самой привычной формой фехтовального боя и в спорте и на театральной сцене. Поединок «один на один» во все времена был лучшим способом выяснить все недоразумения.
Категория «Соло» представляет собой связку приемов фехтования, выполняемую одним человеком, «бой с тенью». Тренеры находят необыкновенные и парадоксальные идеи, чтоб эта категория стала настоящим спектаклем.
В категории «Упражнение группа» спортсмены должны одновременно и согласованно исполнять связки приемов фехтования. Без единого соприкосновения клинков выступающим необходимо передать атмосферу боя и намерение героев действовать сообща.
Самой зрелищной категорией является «Группа». Здесь можно увидеть самые яркие, неожиданные и фантастические групповые бои.

## Федерация арт-фехтования
С момента создания Федерация:
- провела десять Чемпионатов России по арт-фехтованию (2008—2017)[4];
- организовала и провела несколько соревнований и турниров в г. Коломна;
- отправила сборную команду на чемпионат мира — 2008 в Сан-Марино, где российские спортсмены завоевали три золотых, одну серебряную и одну бронзовую медали, заняв 2-е общекомандное место среди 11-ти стран;
- создала более 10 региональных отделений;
- отправила сборную команду на чемпионат мира — 2012 в Португалию, где российские спортсмены завоевали три золотых, две серебряные и две бронзовые медали (призовые места заняли семь из восьми выступлений российской сборной), заняв 1-е общекомандное место среди 13-ти стран[5][6];
- организовала научно-практические конференции в Коломне (февраль 2009—2014).
- провела научно-практический семинар по арт-фехтованию, на котором подробно были рассмотрены важнейшие вопросы организации тренировочного процесса, подготовки спортсменов и судей, постановки зрелищных и конкурентных выступлений.

Региональные отделения Федерации арт-фехтования созданы в Хабаровском, Краснодарском и Красноярском краях, в республике Башкирия, Московской, Иркутской, Свердловской, Вологодской, Воронежской, Новосибирской, Кемеровской областях, в Санкт-Петербурге и в Москве. Все наши региональные отделения сейчас находятся в начале развития, на этапе становления своей деятельности. Между тем, в прошедшем в ноябре 2009 года Чемпионате России приняли участия спортсмены из 4 региональных отделений: Иркутская область, Московская область, Краснодарский край и Москва. Более того, спортсмены из регионов России заняли несколько призовых мест. Это показывает, что региональное развитие арт-фехтования сдвинулось с «нулевой» отметки.

## Планы
А. Д. Мовшович, профессор кафедры теории и методики фехтования РГУФК, первый вице-президент федерации арт-фехтования (ФАФ), поделился планами Федерации: «Мы стремимся к тому, чтобы нас как можно шире признали в государственных спортивных структурах. Хотя бы для того, чтобы у нас появилась возможность давать людям спортивные разряды за выполнение нормативов. Нам бы хотелось, чтобы больше регионов вступило в ФАФ. Это обусловило бы интенсивное создание и развитие клубов арт-фехтования. Раз или два в год мы бы хотели собирать со всей России специалистов по арт-фехтованию для проведения семинаров, на которых бы вырабатывалось единое представление о том, как обучать спортсменов. Ну, и конечно, нам нужно сформировать надежный судейский корпус. В несколько более отдаленном будущем мы собираемся создать международную федерацию арт-фехтования».